# Liste des compagnies aériennes en Oman
Voici une liste des compagnies aériennes opérant actuellement en Oman.

## Compagnies aériennes régulières
| Compagnie aérienne | Image | IATA | OACI      | Indicatif d'appel | Depuis | Remarques |
| ------------------ | ----- | ---- | --------- | ----------------- | ------ | --------- |
| Oman Air           |       | WY   | OAS / OMA | OMAN AIR          | 1993   |           |
| SalamAir           |       | VO   | OMS       | MAZOON            | 2016   |           |

## Compagnies aériennes gouvernementales
| Compagnie aérienne | Image  | IATA | OACI | Indicatif d'appel | Depuis | Remarques |
| ------------------ | ------ | ---- | ---- | ----------------- | ------ | --------- |
| Vol royal d'Oman   | </img> |      |      |                   | 1974   |           |

## Voir également
- Transport à Oman

- Liste des compagnies aériennes
- Liste des compagnies aériennes en Asie
- Compagnies aériennes interdites d'exploitation dans l'Union européenne
- Liste des compagnies aériennes disparues en Asie
- Liste des compagnies aériennes en Europe